# Cole Español
Cole Español è un album in studio del musicista statunitense Nat King Cole, pubblicato nel 1958.

## Tracce
1. Cachito (Consuelo Velázquez) – 2:50
2. María Elena (Lorenzo Barcelata, Bob Russell) – 2:42
3. Quizás, quizás, quizás (Perhaps, Perhaps, Perhaps) (Osvaldo Farrés, Joe Davis) – 2:46
4. Las mañanitas (traditional) – 2:57
5. Acércate más (Come Closer to Me) (Osvaldo Farrés, Al Stewart) – 2:49
6. El bodeguero (Grocer's Cha-Cha) (Richard Egües) – 2:25
7. Arrivederci Roma (Renato Rascel, Pietro Garinei, Sandro Giovannini, Carl Sigman) – 2:46
8. Noche de ronda (Agustín Lara) – 2:34
9. Tú, mi delirio (César Portillo de la Luz) – 2:36
10. Te quiero, dijiste (Magic Is the Moonlight) (María Grever, Charles Pasquale) – 2:41
11. Adelita (traditional) – 2:10